# Attentat de 2021 à Malé
L'attentat de 2021 à Malé est un attentat survenu le 6 mai 2021 à Malé, aux Maldives lorsqu'un engin explosif improvisé placé sur une moto a explosé, blessant grièvement Mohamed Nasheed, président du Conseil du peuple et ancien président du pays, ainsi que quatre autres personnes.

## Contexte
Mohamed Nasheed, l'actuel président du conseil du peuple, est le premier président démocratiquement élu aux Maldives. Le gouvernement s'est attaqué ces dernières années à l'extrémisme religieux et les prédicateurs étrangers ne sont pas autorisés aux Maldives.
Les attentats sont rares aux Maldives ; en 2007, une dizaine de touristes étrangers avaient été blessés par une bombe à Malé et trois étrangers avaient été blessés dans une attaque à l'arme blanche en février 2020.

## Attentat
Le 6 mai 2021, Mohamed Nasheed était sur le point de monter dans sa voiture lorsqu'une bombe dissimulée sur une moto a explosé le blessant grièvement. Quatre autres personnes, dont le garde du corps et trois passants, ont également été blessées. Mohamed Nasheed a subi trois interventions chirurgicales pour retirer des fragments de bombe restés dans ses poumons et son foie. Il a été signalé dans un premier temps qu'il était dans un état « stable », mais il a par la suite été déclaré qu'il se trouvait dans « un état critique, en soins intensifs ».

## Réactions
L'Inde, le Pakistan et le Sri Lanka ont apporté leur soutien, ainsi que plusieurs pays occidentaux ayant soutenu le combat pour la démocratie et l'environnement de Mohamed Nasheed.
Le ministre des Affaires étrangères Abdulla Shahid a déclaré dans un tweet que « les attentats lâches comme celui-ci n'ont pas leur place dans notre société ».